# Cathartes melambrotus
L'avvoltoio testagialla maggiore (Cathartes melambrotus Wetmore, 1964), noto anche come avvoltoio di foresta, è una specie di uccello appartenente alla famiglia dei Catartidi, gli avvoltoi del Nuovo Mondo. Fino al 1964 veniva classificato in un'unica specie assieme all'avvoltoio testagialla minore. È diffuso in Sudamerica, ove abita le foreste umide tropicali di pianura. Si tratta di un uccello dalle dimensioni piuttosto grandi, con un'apertura alare di 166–178 cm, un peso di 1,65 kg e una lunghezza di 64–75 cm. Il piumaggio del corpo è nero, mentre testa e collo, privi di piume, hanno una colorazione che varia dal giallo scuro all'arancio chiaro. È privo di siringe, e per questo motivo le sue vocalizzazioni sono limitate a grugniti o a flebili sibili.
L'avvoltoio testagialla maggiore si nutre di carogne, che localizza grazie alla vista e all'olfatto, abilità, quest'ultima, rara tra gli uccelli. Per potersi nutrire delle carni degli animali più grandi ha bisogno che avvoltoi di maggiori dimensioni, come l'avvoltoio reale, facciano breccia all'interno dello spesso rivestimento di pelle che li ricopre, dal momento che il suo becco non è abbastanza forte per riuscirci. Come altri avvoltoi del Nuovo Mondo, l'avvoltoio testagialla maggiore utilizza le correnti ascensionali per spostarsi planando con il minimo sforzo. Depone le uova su superfici piatte, come il pavimento delle caverne, o nelle cavità degli alberi caduti. Nutre i piccoli rigurgitando loro il cibo.

## Tassonomia
L'avvoltoio testagialla maggiore e l'avvoltoio testagialla minore, classificati in precedenza come membri di un'unica specie, l'avvoltoio testagialla, furono suddivisi in specie a sé e descritti nel 1964 da Alexander Wetmore. Il nome del genere a cui l'avvoltoio testagialla maggiore appartiene,Cathartes, significa «purificatore» ed è la forma latinizzata del termine greco kathartes (καθαρτης). Il nome comune, avvoltoio, deriva dalla parola latina vulturus, cioè «colui che strappa», in riferimento alle sue abitudini alimentari.
L'esatta posizione tassonomica dell'avvoltoio testagialla maggiore e delle rimanenti sei specie di avvoltoi del Nuovo Mondo rimane incerta. Malgrado le somiglianze nell'aspetto e nel ruolo ecologico, gli avvoltoi del Nuovo Mondo e quelli del Vecchio Mondo si sono evoluti da antenati diversi in parti del mondo diverse. Dopo aver evidenziato che tra i due gruppi non vi era alcuna parentela, alcuni autori del passato ipotizzarono che gli avvoltoi del Nuovo Mondo fossero più strettamente imparentati con le cicogne. Autori più recenti, tuttavia, hanno continuato a classificarli all'interno dell'ordine dei Falconiformi assieme agli avvoltoi del Vecchio Mondo o li hanno posti in un apposito ordine distinto, i Catartiformi. Lo staff della South American Classification Committee ha tolto gli avvoltoi del Nuovo Mondo dall'ordine dei Ciconiiformi e li ha classificati come Incertae sedis, pur considerando possibile una riclassificazione tra i Falconiformi o i Catartiformi.

## Descrizione

Schema della colorazione generale.

L'avvoltoio testagialla maggiore misura 64–75 cm di lunghezza, ha un'apertura alare di 166–178 cm, una coda lunga 25–29 cm e un peso medio di 1,65 kg. Il piumaggio è nero con riflessi verdi o viola. La gola e i lati della testa sono privi di piume. La pelle della testa ha una colorazione che varia dal giallo scuro all'arancio chiaro con la sommità azzurra. La nuca e l'area vicina alle narici è color rosa pallido. La parte inferiore delle ali è nera, mentre le remiganti presentano una tonalità più chiara. Il calamo delle undici remiganti primarie appare bianco se visto dall'alto. La coda è arrotondata e lunga rispetto a quella di altri avvoltoi, e si estende fino all'estremità delle ali tenute chiuse, o addirittura oltre. I sessi sono apparentemente simili. Gli esemplari giovani sono simili agli adulti, e se ne differenziano solo per la testa, color grigio scuro.
L'iride degli occhi è rossa, i piedi sono neri, e il becco è color carne. L'occhio possiede una singola fila incompleta di ciglia sulla palpebra superiore e due file su quella inferiore. Il becco è spesso, arrotondato e uncinato all'estremità. A causa della pratica dell'uroidrosi, la parte squamosa delle zampe appare spesso striata del bianco dell'acido urico. Le dita anteriori sono lunghe, presentano piccole membrane alla base e non sono adatte per afferrare. Le aperture delle narici sono longitudinali e sono poste in una cera morbida; le narici sono prive di setto. Come tutti gli avvoltoi del Nuovo Mondo, l'avvoltoio testagialla maggiore è privo di siringe, e non è quindi in grado di emettere altri suoni all'infuori di grugniti o flebili sibili.
Si differenzia dall'avvoltoio testagialla minore, dall'aspetto molto simile, per varie caratteristiche. Innanzitutto, come è facile intuire, ha dimensioni più grandi e coda più grossa e più larga. Il piumaggio è scuro, color nero lucido, mentre quello dell'avvoltoio testagialla minore ha toni più marroncini. Le zampe sono di colore più scuro e la testa è più gialla e meno arancio/rosa di quella dell'avvoltoio testagialla minore. Le ali sono più larghe e il volo è più regolare. Diversamente dagli altri membri del genere Cathartes, l'avvoltoio testagialla maggiore ha remiganti primarie interne relativamente scure, che contrastano leggermente con il colore più pallido delle remiganti secondarie e delle primarie esterne. L'avvoltoio testagialla maggiore preferisce vivere nelle foreste, diversamente dall'avvoltoio testagialla minore, che predilige le savane, e ha una costituzione generale più pesante di quest'ultimo. L'avvoltoio testagialla maggiore è anche un po' più grande dell'avvoltoio collorosso. È possibile distinguerlo da quest'ultimo solo da una distanza molto ravvicinata, in quanto ne differisce per la colorazione della testa. La colorazione del sottoala è simile a quella dell'avvoltoio collorosso, ma l'avvoltoio testagialla maggiore presenta generalmente una larga banda poco evidente che corre verticalmente a metà dell'ala.

## Distribuzione e habitat
L'avvoltoio testagialla maggiore è originario del bacino del Rio delle Amazzoni del Sudamerica tropicale; nello specifico, si rinviene nella Colombia sud-orientale, nel Venezuela meridionale e orientale, nella Guyana, nella Guyana francese, nel Suriname, nel Brasile settentrionale e occidentale, nella Bolivia settentrionale, nel Perù orientale e nell'Ecuador orientale. Non è presente sulle Ande, nelle pianure che si estendono a ovest o a nord della cordigliera, nelle regioni relativamente aperte del Sudamerica settentrionale, nel Sudamerica orientale, o nelle regioni subtropicali meridionali. Occupa un areale molto vasto, dalla superficie totale stimata in 6.700.000 km². Suo habitat naturale sono le foreste tropicali umide di pianura. Generalmente non si trova in regioni elevate. È comune nelle regioni particolarmente ricche di foresta. Talvolta può spingersi anche nelle zone erbose, ma solo di rado si allontana delle aree forestate, ove trova riparo e luoghi per nidificare.

## Biologia
L'avvoltoio testagialla maggiore si appollaia su alberi secchi alti e ben esposti per osservare il terreno circostante. Quando è in volo, si sposta da solo o in coppia e solo raramente viene avvistato in gruppi. Il volo è pesante e regolare. Vola con le ali tenute appiattite o solo leggermente innalzate rispetto al piano orizzontale, in quella che viene chiamata posizione diedrale. Il volo dell'avvoltoio testagialla maggiore costituisce un esempio di volo planante statico, in quanto l'animale sfrutta le correnti ascensionali per mantenere l'elevazione senza aver bisogno di sbattere le ali. Una particolare abitudine dell'avvoltoio testagialla maggiore è quella dell'uroidrosi: l'animale urina o defeca sulle proprie zampe per rinfrescarle attraverso l'evaporazione. Questo comportamento è presente anche nelle cicogne e negli avvoltoi del Nuovo Mondo.

### Alimentazione
L'avvoltoio testagialla maggiore è saprofago e si nutre esclusivamente di carogne, quali animali investiti dai veicoli o altri tipi di carcasse. Predilige la carne fresca, ma spesso non può essere il primo a cibarsi delle carni della carcassa di un animale di grandi dimensioni perché il suo becco non è abbastanza robusto da aprire una breccia attraverso lo spesso strato di pelle. Dopo alcuni giorni, l'avvoltoio testagialla maggiore smette di cibarsi da una determinata carogna, poiché la carne inizia a decomporsi e a essere contaminata da microrganismi tossici. Ricava l'acqua di cui ha bisogno bevendo da pozze, stagni o da qualsiasi altra riserva disponibile. Come altri avvoltoi, gioca un ruolo importante nell'ecosistema, dal momento che elimina carogne che potrebbero diventare un terreno di coltura per gli agenti patogeni.
L'avvoltoio testagialla maggiore utilizza la vista acuta per localizzare le carogne al suolo, ma anche il senso dell'olfatto, una capacità rara nel mondo degli uccelli. Individua le carogne captando l'odore dell'etantiolo, un gas prodotto dagli inizi dei processi di decomposizione negli animali morti. Il lobo olfattivo del suo cervello, responsabile delle capacità olfattive, è particolarmente grande rispetto a quello di altri animali. Questa caratteristica degli avvoltoi del Nuovo Mondo è stata sfruttata anche dall'uomo: l'etantiolo, infatti, viene introdotto appositamente nei gasdotti, e gli ingegneri individuano le perdite seguendo gli avvoltoi in cerca di cibo.
Gli avvoltoi reali, privi dell'abilità di localizzare le carogne con l'olfatto, seguono gli avvoltoi testagialla maggiori fino alle carcasse, per poi aprire il primo squarcio nella pelle della carcassa. Questo consente al più piccolo avvoltoio testagialla maggiore, dotato di un becco più debole, di avere accesso al cibo, poiché esso non è in grado di lacerare da solo la spessa pelle degli animali di maggiori dimensioni. Questo caso costituisce un esempio di mutua dipendenza tra specie diverse. Generalmente viene allontanato dalle carcasse sia dagli avvoltoi collorosso che dagli avvoltoi reali, a causa delle loro maggiori dimensioni.

### Riproduzione
Gli avvoltoi testagialla maggiori non costruiscono nidi, ma piuttosto depongono le proprie uova direttamente su scarpate, sul pavimento delle caverne, sul terreno, o nelle cavità degli alberi caduti. Le uova sono color crema, con macchioline marroni attorno al polo maggiore. Ogni covata comprende da una a tre uova, generalmente due. I pulcini, altriciali, alla schiusa sono ciechi, glabri e relativamente immobili, e sviluppano solo in seguito uno strato di piumino. I genitori nutrono i piccoli rigurgitando del cibo predigerito nel proprio becco, da dove i pulcini possono berlo. I piccoli si involano a due o tre mesi.

## Conservazione
L'avvoltoio testagialla maggiore è classificato come specie a basso rischio dall'Unione Internazionale per la Conservazione della Natura (IUCN). Il suo areale si estende su una superficie totale stimata in 6.700.000 km² ed il numero totale di esemplari è stimato tra le 100.000 e il milione di unità. Alcuni dati sembrano indicare una diminuzione del numero degli esemplari, ma tale declino non è così significativo da determinare un aggiornamento negativo dello stato di conservazione.